# Sentinel 1A
Sentinel 1A – satelita radarowej obserwacji Ziemi Komisji Europejskiej oraz Unii Europejskiej, zbudowany i nadzorowany przez Europejską Agencję Kosmiczną; pierwszy satelita programu Copernicus (dawnego GMES).

## Budowa i działanie
Głównym wykonawcą była firma Thales Alenia Space Italy, odpowiedzialna za projekt, wykonanie i integrację satelity. Za opracowanie i budowę radaru odpowiadał Airbus Defence and Space Germany i Airbus Defence and Space UK (wówczas oddziały EADS). Oparty na platformie Prima. 
Satelita jest stabilizowany trójosiowo, z dokładnością 0,01° w każdej osi.
Orbita statku znana jest z dokładnością 10 metrów (pewność 3σ) i określana za pomocą GPS.
Dwa panele ogniw słonecznych mają zapewniać do 5,9 kW energii elektrycznej przy końcu trwania misji, i zasilają akumulatory o pojemności 324 Ah.
Planowany czas działania satelity do 7-12 lat.

### Ładunek użyteczny
Satelita przenosi radar z syntetyzowaną aperturą pracujący w paśmie C (5,405 GHz) do całodobowego zobrazowania powierzchni lądów i mórz (rozdzielczość od 5 do 25 metrów na piksel). Tryby pracy radaru zapewniają ciągłość z danych z poprzednimi misjami, jak ERS-2 i Envisat. 
Tryby pracy:
- strip - szerokość pola widzenia 80 km, rozdzielczość 5×5 metrów na piksel
- szeroki interferometryczny - 250 km szerokości, 5×20 metrów na piksel
- bardzo szeroki - 400 km szerokości, 20×40 metrów na piksel
- falowy - obrazy 20×20 km na odcinku 100 km, z rozdzielczością 5×5 metrów, wykonane pod kątem 23° i 36,5°

Radar ma do dyspozycji pamięć stałą o pojemności 1410 Gbitów.

### Łączność
Satelita przesyła dane na Ziemię za pomocą łącza radiowego w paśmie X lub za pomocą łącza optycznego poprzez satelity sieci EDRS, z prędkością do 520 Mbps. Wysyłanie danych do satelity odbywa się w paśmie S z prędkością 64 kbps. Odbiór telemetrii odbywa się w paśmie S z prędkością 128 kbps lub 2 Mbps.

### Orbita
Satelita porusza się po orbicie okołobiegunowej, o wysokości ok. 800 kilometrów. Węzeł wstępujący mija około godziny 18:00 czasu lokalnego. Na poziomie równika statek obserwuje ten sam obszar średnio co 12 dni. Maksymalne zaćmienie satelity trwa 19 minut. Satelita może przebywać na orbicie do 96 godzin bez nadzoru.